# نفيسة عوض الكريم
نفيسة عوض الكريم هي من النساء السودانيات الرائدات في مجال تعليم البنات (أول مساعد وكيل لتعليم البنات ), وعند سودنة الوظائف بعد الاستعمار تولت وظيفة مساعد وكيل لتعليم البنات حيث عملت معلمة في مناطق متعددة في السودان.
كانت المعلمة السودانية الوحيدة في هيئة تدريس أول مدرسة وسطى للبنات والتي فتحت عام 1940م ,وايضا أول معلمة بدأت فكرة المسرح المدرسي في مدارس البنات.

## الميلاد
من مواليد مدينة رفاعة سودانية الأصل، جعلية الفرع تنتمي إلى قبيلة العوضية

## المراحل التعليمية
تلقت تعليمها الأولي بمدينة رفاعة بمدرسة البنات عندما كانت أول مدرسة في السودان في عهد الإستعمار، وكان التعليم بشقيه البنات والأولاد يسير متعثراً حسب التقاليد السائدة .  
إلتحقت بكلية المعلمات التي لقت فيها تدريباً تربوياً على طريقة التدريس وكانت صغيرة السن، ويشهد على ذلك أن الرئيسة الإنجليزية كانت تخرج نفيسة من تحت السرير من خوفها وتذهب في صحبتها للفصل لتدريس الحصة . تخرجت في كلية (تدريب المعلمات) بأم درمان عام 1927م. 

## عملها
تم تعيينها عام 1927تقريباً حيث عملت في المدارس الابتدائية وطافت على مختلف محافظات السودان، حتى رست سفينتها في مدرسة أم درمان الوسطى التي عملت بها معلمة ومشرفة على الطالبات في آن واحد. هذه الفرصة مهدت لها البداية في تثقيف نفسها بنفسها مستقلة وجودها في المدرسة المتوسطة، وبوجود مبنى الثانوية بالقرب منها، واصلت سعيها العلمي حتى قورن ما وصلت إليه من كفاءة عملية بمستوى التعليم الثانوي.
لم يقتصر نشاطها على عملها اليومي بالمدارس بل إمتد للنشاط الاجتماعي حيث كانت مع زمرة من زميلاتها تقوم بفتح فصول لتعليم الكبار والإرشاد النسوي Bold text.
بعد ذلك عملت مساعدة للمفتشة الإنجليزية للتعليم بمديرية النيل الأزرق الولاية الوسطى سابقاً، فتمكنت من الإلمام بكل ظروف المعلمات وأحوالهن العامة والخاصة الشيء الذي جعلها تبني ما تقوم به في عمل التنقلات على معرفتها ودرايتها وحنكتها الكاملة مما جعل التعليم مستقراً والرضا عاماً . وقد دام ذلك لسنوات طوال ونقلت بعد ذلك لوزارة المعارف ( التربية والتعليم الآن ) وكانت بحمدالله مصدراً للاحترام والمحبة  . أضف إلى ذلك أنها لم تعمل بوطنها رفاعة طيلة فترة عملها منذ عام 1927إلى أبريل 1966 إلا خمسة عشر يوماً حسب ما كانت تقول وكانت تحضر في الإجازات وتقضي كل وقتها في مدارس رفاعة حيث تقيم المعارض، وتعليم البنات أصول الطهي، وتدرب على التمثيل لإحياء ليالي آخر العام الذي يسمى بيوم الآباء.
برز نشاطها في المدارس النسائية الليلية في العاصمة المثلثة اواخر الاربعينات جيث اسست اغلبية المدارس في العاصمة المثلثة واشرفت عليها.
كانت مؤلفة ومخرجة قديرة للرويات والتمثيليات.

## المساهمات
تعتبر الأستاذة نفيسة عوض الكريم، أول من سودنت وظيفة من العنصر النسائي، وساهمت في إنشاء مدارس المليك بأم درمان وأمل المجتبى الحكومية المتوسطة برفاعة .
أن نفيسة من أوائل النساء الالتي عملن علي وقف الختان الفرعوني، حيث عقدت عدة ندوات على نطاق السودان في هذا الأمر بشجاعة وجرأة تامة، وكانت عضواً في الاتحاد النسائي على مستوى المجلس القومي .
شاركت في الحملة التي نظمها الدكتور علي البدري وزير الصحة ضد خفاض البنات الفرعوني عام1944م .
إصطحبها السيد / محمد طلعت فريد ، حين كان وزيراً للتربية في عهد عبود، إلى جنوب السودان في أول أيام التمرد عندما ضُرب أحد نُظار المدارس الثانوية بالجنوب فلم تمانع رغم أنها كانت تخشى صوت الهواء على غفلة .
كانت تقوم بتعليم بعض البنات المعدمات في سرية تامة تبتغي وجه الله تعالى ولم يُعرف ذلك إلا بعد وفاتها.
لها العديد من الكتابات والاراء في تعليم البنات في السودان.

## الجوائز
حازت على نيشان الامبرطورية البريطانية للبنات بمدينة رفاعة عام 1965م.

## وصلات خارجية
- نساء خالدات في تاريخ السودان
- محمد طلعة فريد